# London Boy Singers
London Boy Singers – angielski chór chłopięcy, który powstał na terenie Londynu w 1961 roku. Początkowo współpracował z członkami z Finchley Children's Music Group. Chór powstał z inicjatywy Benjamina Brittena, który był jego pierwszym prezesem.

## Historia
Na początku chór był prowadzony przez Johna Andrewesa (który prowadził również Finchley Children's Music Group), Rosamunda Strode (muzyka i piosenkarza, a następnie asystenta Benjamina Brittena), kolejnie przez Jonathana Steele, który został także dyrygentem i liderem London Boy Singers.
Chór wielokrotnie śpiewał na Aldeburgh Festival. Śpiewał w opactwie westminsterskim podczas pierwszego londyńskiego wykonania War Requiem Benjamina Brittena w 1962 roku. Grupa występowała w Royal Albert Hall w 1964 i 1974 roku.
Chór brał udział także w wielu innych wydarzeniach, w tym współpracując z Royal Opera House, w trasie koncertowej po Manchesterze i Lizbonie w Portugalii; Covent Garden Theatre (występowali m.in. w operze „A Midsummer Night's Dream” (1964 rok), balecie „Billy Budd” (1964 rok) oraz balecie „The Dream” (1964–1973 rok), English Opera Group (występowali w tournee po Związku Socjalistycznych Republik Radzieckich w 1964). Brali także udział w wielu innych operach i wydarzeniach. Chór śpiewał również na Aldburgh festival, dał koncert chórzystom w Kings College w Cambridge oraz występował w wyemitowanym w telewizji BBC „A Ceremony of Carols” (1965).
Chór wydał w 1965 roku świąteczny album Christmas Music for Boys Voices poprzez wytwórnię His Master's Voice. Reedycja krążka została wydana w 1968 roku, poprzez wytwórnię World Record Club. W 1975 roku został wydany 2. album studyjny chóru, Barbapapa, nagrany we współpracy z Edem Stewartem oraz Cathy MacDonald. Nawiązuje on do serialu z 1973 roku o tej samej nazwie. Nagrał również minialbum wraz z London Jazz Quartet, który znalazł się na Juke Box Jury.
Britten napisał 12 Apostles: Choral Octavo i The Bitter Withy dla chóru, a jego King Herod and the Cock została mu poświęcona. W 1966 roku Britten zerwał swoje stosunki z grupą muzyczną. Jonathan Steele pozostał jej dyrektorem do lat 70.

## Dyskografia
Albumy studyjne
| Rok  | Dane dot. albumu                                                                               |
| ---- | ---------------------------------------------------------------------------------------------- |
| 1965 | Christmas Music For Boys Voices - Wydany: 1965 - Wytwórnia: His Master's Voice - Format: winyl |
| 1975 | Barbapapa - Wydany: 1975 - Wytwórnia: World Record Club - Format: winyl                        |

Kompilacje
- 1972: A Festival Of Carols[12]